# Cordioniscus kithnosi
Cordioniscus kithnosi is een pissebed uit de familie Styloniscidae. De wetenschappelijke naam van de soort is voor het eerst geldig gepubliceerd in 1986 door Andreev.